# Vitalij Bigdaš
Vitalij Bigdaš (in russo Виталий Бигдаш?; Rostov sul Don, 25 luglio 1984) è un lottatore di arti marziali miste russo.
Combatte nella categoria dei pesi medi per l'organizzazione singaporiana ONE, dove è stato campione di categoria dal 2015 al 2017. In precedenza ha militato anche nelle promozioni ProFC e Oplot Challenge.

## Carriera nelle arti marziali miste

### ONE Championship
Dopo aver raggiunto un record di sette vittorie e nessuna sconfitta, lottanto quasi esclusivamente in Russia, nel 2015 attrae l'attenzione della promozione singaporiana ONE, che decide di metterlo sotto contratto nell'estate dello stesso anno.
L'esordio del russo avviene nell'ottobre seguente e avviene subito contro il campione dei pesi medi Igor Svirid, che al tempo cavalcava una striscia di otto vittorie consecutive: Bigdaš non delude le aspettative e detronizza il campione in carica grazie a un KO tecnico alla seconda ripresa.
Difende per la prima volta il titolo contro il birmano Aung La Nsang, salvo poi perdere la cintura nella loro attesa rivincita avvenuta cinque mesi dopo, per mano di una controversa decisione unanime. Torna in azione nel maggio 2018 ma viene sconfitto dal brasiliano Leandro Ataides in rimonta, per poi ottenere una vittoria prima del limite sul nipponico Yuki Niimura nel dicembre seguente. Seguono poi ben tre anni d'inattività, dovuti a una serie di infortuni e alla sopraggiunta pandemia di COVID-19, prima di un successo per sottomissione contro il cinese Fan Rong nel dicembre 2021.
Il 25 febbraio 2022 affronta per la terza volta Aung La Nsang –– che nel frattempo aveva perso il titolo dei pesi medi e quello dei mediomassimi per mano dell'olandese Reinier de Ridder –– imponendosi per decisione unanime dei giudici grazie alla netta superiorità nella lotta a terra.

## Risultati nelle arti marziali miste
| Risultato | Record | Avversario      | Metodo                                         | Evento                                    | Data             | Round | Tempo | Città                  | Note                                |
| --------- | ------ | --------------- | ---------------------------------------------- | ----------------------------------------- | ---------------- | ----- | ----- | ---------------------- | ----------------------------------- |
| Vittoria  | 12-2   | Aung La Nsang   | Decisione (unanime)                            | ONE Championship: Full Circle             | 25 febbraio 2022 | 5     | 5:00  | Singapore              |                                     |
| Vittoria  | 11-2   | Fan Rong        | Sottomissione (ghigliottina)                   | ONE Championship: Winter Warriors II      | 17 dicembre 2021 | 3     | 0:41  | Singapore              |                                     |
| Vittoria  | 10-2   | Yuki Niimura    | Sottomissione (reverse triangle shoulder lock) | ONE Championship 86: Destiny of Champions | 7 dicembre 2018  | 1     | 4:24  | Kuala Lumpur, Malaysia |                                     |
| Sconfitta | 9-2    | Leandro Ataides | KO tecnico (pugni)                             | ONE Championship 72: Grit and Glory       | 12 maggio 2018   | 3     | 2:41  | Giacarta, Indonesia    |                                     |
| Sconfitta | 9-1    | Aung La Nsang   | Decisione (unanime)                            | ONE Championship 56: Light of a Nation    | 30 giugno 2017   | 5     | 5:00  | Yangon, Birmania       | Perde il titolo dei pesi medi ONE   |
| Vittoria  | 9-0    | Aung La Nsang   | Decisione (unanime)                            | ONE Championship 51: Quest for Power      | 14 gennaio 2017  | 5     | 5:00  | Giacarta, Indonesia    | Difende il titolo dei pesi medi ONE |
| Vittoria  | 8-0    | Igor Svirid     | KO tecnico (ginocchiata e pugni)               | ONE Championship 32: Tigers of Asia       | 9 ottobre 2015   | 2     | 0:36  | Kuala Lumpur, Malaysia | Vince il titolo dei pesi medi ONE   |